# Marty Balin
Marty Balin, właśc. Martyn Jerel Buchwald (ur. 30 stycznia 1942 w Cincinnati, zm. 27 września 2018 w Tampie) – amerykański muzyk rockowy, wokalista, gitarzysta rytmiczny, kompozytor i autor tekstów. Związany głównie z psychodelicznym rockiem, acid rockiem, folk rockiem, soft rockiem oraz pop rockiem.
Na scenie muzycznej pojawił się jako wokalista popowej grupy Bodacious, która nagrała zaledwie jeden album. Był następnie współzałożycielem zespołu rockowego Jefferson Airplane, którego na krótko (aż do czasu pojawienia się Grace Slick) był liderem i głównym wokalistą. Po jego rozwiązaniu poświęcił się karierze solowej. Uczestniczył w kontynuacjach zespołu Jefferson Airplane istniejących pod innymi nazwami: Jefferson Starship i TNG. Założył również grupę KBC, w której u jego boku zagrali dwaj inni czołowi muzycy Jefferson Airplane – Paul Kantner i Jorma Kaukonen.
Głos Marty’ego był bardzo „rozemocjonowany”, Balin wyrażał w piosenkach całego siebie. Gdy do Jefferson Airplane dołączyła Grace Slick, to ona skoncentrowała na sobie całą uwagę publiczności i fanów. Marty odszedł w jej cień, co było powodem narastającego konfliktu między nim a zespołem. Dlatego gdy wraz z Paulem Kantnerem i Grace tworzył kontynuacje Jefferson Airplane – Jefferson Starship, słusznie spodziewał się podobnej sytuacji. Niedowartościowany Marty odszedł od Jefferson Starship. Sporadycznie pojawiał się na koncertach bluesowej grupy Jack Casady i Jormy Kaukanena – Hot Tuna.